# François Louis Zaepffel
Pour les articles homonymes, voir Jean-Évangéliste Zaepffel.
François Louis Zaepffel, né le 4 avril 1782 à Strasbourg (Bas-Rhin), mort le 17 janvier 1865 à Strasbourg (Bas-Rhin), est un général de brigade français du Premier Empire.
Il est cousin par alliance du général Henri-Jacques-Guillaume Clarke, comte d'Hunebourg, duc de Feltre, ministre de la Guerre sous Napoléon Ier, et maintenu à la Restauration.

## États de service
Il entre en service le 10 avril 1803, en qualité de volontaire au 60e régiment d’infanterie de ligne, il passe caporal le 26 mai 1803, et sergent le 24 juillet suivant. Il est nommé sous-lieutenant le 15 décembre 1803, et en 1805 - 1806, il sert à l’armée d’Italie.
Il prend les fonctions d’aide de camp du général Clarke le 4 octobre 1806, et il reçoit ses épaulettes de lieutenant le 22 juin 1807, puis celles de capitaine le 30 septembre suivant. Le 13 novembre 1808, il devient officier d’ordonnance de l’Empereur. Il est fait chevalier de la Légion d’honneur le 1er août 1809, puis il est créé baron de l’Empire le 15 août et le 18 août 1809, il est nommé chef de bataillon au 23e régiment d’infanterie légère.
Le 20 août 1810, il passe avec son grade dans le régiment de gardes nationaux de la Garde impériale, et il est affecté à l’armée d’Espagne fin 1810. Le 11 avril 1812, il reçoit son brevet de major en second au 56e régiment d’infanterie de ligne, et il est blessé de deux coups de feu le 15 juin 1812, à Aranda.
Il est nommé colonel le 28 janvier 1813, au 6e régiment d’infanterie légère, et il élevé au grade d’officier de la Légion d’honneur le 31 janvier 1813. En 1814, il participe à la campagne de France, et il se distingue le 14 février à la Bataille de Vauchamps, où avec 80 tirailleurs de son régiment et 60 carabiniers, il enfonce un carré prussien de 1 000 hommes, qui sont faits prisonniers avec le colonel et le drapeau. Il est fait chevalier de l’ordre de la réunion le 26 février 1814.
Lors de la première restauration, il est fait chevalier de Saint-Louis le 2 octobre 1814, et il est placé à la tête du régiment de Berri.
Pendant les Cent-Jours, il est promu général de brigade le 3 juin 1815, et le 18 juin, il est mis à la disposition du général Valence, pour assurer la défense de la rive gauche de la Seine.
Au retour des Bourbons, il est rétrogradé au grade de colonel le 1er août 1815, et le 20 décembre suivant, il prend le commandement de la légion de Corse, puis le commandement de la légion de Saône-et-Loire le 7 avril 1819.
Le 10 février 1821, il prend le commandement du 15e régiment d’infanterie légère, et il est confirmé dans le grade de général de brigade le 30 juillet 1823. Il est mis en disponibilité le 1er janvier 1826, et le 17 mai suivant, il est nommé inspecteur général d’infanterie dans les 13e, 14e et 16e divisions militaire.
Le 22 mars 1831, il est intégré dans le cadre de l’état-major général et il est fait commandeur de la Légion d’honneur le 9 janvier 1833. Il est admis à la retraite le 11 avril 1848.
Il meurt le 17 janvier 1865, à Strasbourg.

## Honneurs
- Légion d'honneur
  - Chevalier de la Légion d'honneur le 1er août 1809 ;
  - Officier de la Légion d'honneur le 31 janvier 1813 ;
  - Commandeur de la Légion d'honneur le 9 janvier 1833 ;
- Chevalier de Saint-Louis le 2 octobre 1814 ;
- Chevalier de l'Ordre de la Réunion le 26 février 1814 ;
- Commandeur de l'Ordre de Léopold de Belgique ;
- Son nom figure sur la façade du mess des officiers, place Broglie à Strasbourg

## Dotation
- Le 8 septembre 1808, donataire d’une rente de 1 000 francs sur le Monte de Milan.
- Le 15 août 1809, donataire d’une rente de 4 000 francs sur le Hanovre.

## Armoiries
| Figure | Blasonnement |
|        | Armes du baron Zaepffel et de l'Empire (décret du 15 août 1809, lettres patentes du 11 juin 1810 (Saint-Cloud)), D'azur, au chevron brisé d'hermines, soutenu d'une croix haussée d'or et accompagné de trois pommes de pin du même, deux en chef et une en pointe, cette dernière issant d'un rocher aussi d'or, mouvant de la pointe ; au comble d'argent semé de billettes de gueules ; franc-quartier des barons tirés de l'armée. - Livrées : les couleurs de l'écu. |